# Neopipo cinnamomea
A Neopipo cinnamomea a madarak (Aves) osztályának a verébalakúak (Passeriformes) rendjébe és a királygébicsfélék (Tyrannidae) családjába tartozó Neopipo nem egyetlen faja.

## Rendszerezése
A fajt George Newbold Lawrence amrerikai üzletember és amatőr ornitológus írta le 1869-ben, a Pipra nembe Pipra cinnamomea néven. Besorolása vitatott, egyes szervezetek a Platyrinchidae családba sorolják.

## Alfajai
- Neopipo cinnamomea cinnamomea (Lawrence, 1869)
- Neopipo cinnamomea helenae McConnell, 1911[1]

## Előfordulása
Az Amazonas-medencében, Brazília, Kolumbia, Ecuador, Francia Guyana, Guyana, Peru, Suriname és Venezuela területén honos. 
Természetes élőhelyei a szubtrópusi és trópusi síkvidéki esőerdők és száraz erdők. Állandó, nem vonul faj.

## Megjelenése
Testhossza 9,1–9,5 centiméter, testtömege 7 gramm. A feje és a tarkója szürke, háta vörösesbarna, tollazata többi része fahéj színű.

## Életmódja
Ízeltlábúakkal táplálkozik.

## Természetvédelmi helyzete
Az elterjedési területe rendkívül nagy, egyedszáma viszont csökken, de még nem éri el a kritikus szinetet. A Természetvédelmi Világszövetség Vörös listáján nem fenyegetett fajként szerepel. Európában nem fenyegetett fajnak számít.